# Insch
Insch är en ort i Storbritannien.   Den ligger i kommunen Aberdeenshire och riksdelen Skottland, i den norra delen av landet, 700 km norr om huvudstaden London. Insch ligger 129 meter över havet och antalet invånare är 1 504.
Terrängen runt Insch är kuperad åt sydväst, men åt nordost är den platt.Runt Insch är det ganska glesbefolkat, med 43 invånare per kvadratkilometer. Närmaste större samhälle är Inverurie, 15,5 km öster om Insch. I omgivningarna runt Insch växer i huvudsak blandskog.